# بگو و هجی کن (آلبوم)
«بگو و هجی کن» (به انگلیسی: Speak & Spell) آلبومی از دپش مد است که در سال ۱۹۸۱ میلادی منتشر شد.